# لمن تشرق الشمس (فلم 1976)
لمن تشرق الشمس هو فيلمٌ مصريٌ أُنتج عام 1976.

## قصة الفيلم
يقوم كامل (رشدي أباظة) بطرد ابنه ممدوح (نبيل نور الدين) لطلبه مالاً بهدف افتتاح ملهاً ليلي. ينفذ كامل مشروع دواجن اقترحته عليه مساعدته هدى (ناهد شريف)، وهي تتولى تربية أختها عايدة (سلوى صادق).
تطمح عايدة للثراء، ولا ترضى بخطيبها أحمد (مصطفى فهمي). تتعرف على ممدوح كامل، ثم يُقدمها للراقصة نوسة (نادية عزت)، وتقنعها الأخيرة باحتراف الرقص. لكن ممدوح يشترط على عايدة أن تقوم أختها هدى بإقناع والده بمشروع الملهى الليلي. يرفض كامل في البداية، لكنه يقبل بعد أن تجعله هدى شرطها للزواج من كامل.

## وصلات خارجية
- مقالات تستعمل روابط فنية بلا صلة مع ويكي بيانات